# Max Skladanowsky
Max Skladanowsky (Berlín, 30 de abril de 1863 - Berlín, 30 de noviembre de 1939) fue un inventor y cineasta alemán. Junto con su hermano Emil, inventó el Bioscope, un proyector primitivo que los hermanos Skladanowsky utilizaron para que se celebrara el primer espectáculo de pago de imágenes en movimiento el 1 de noviembre de 1895, antes de la proyección del día 28 de diciembre de ese mismo año, llevada a cabo por los hermanos Lumière, con su cinematógrafo, invento técnicamente superior al bioscope, que solo proyectaba a ocho fotogramas por segundo.

## Biografía
Max Richard Skladanowsky nació en el barrio de Pankow, Berlín, el 30 de abril de 1863, en el seno de una familia de origen polaco. De joven fue aprendiz de fotógrafo y, posteriormente, trabajó en un taller en el que se fabricaban elementos de iluminación para teatros, ópticas y otros dispositivos.
Entre 1870 y 1890, los hermanos Skladanowsky viajaron por toda Alemania y parte de Europa, acompañados por su padre, realizando espectáculos de linterna mágica, autómatas y fuentes de agua. Después, Max y Emil Skladanowsky viajaron por Viena, Budapest y el norte de Europa presentando espectáculos con sus construcciones e inventos.
En 1892, los dos hermanos construyeron una cámara basada en la cronofotografía utilizando el mecanismo del tornillo sin fin. Con este aparato, Max filmó por primera vez imágenes en movimiento. El resultado es cuarenta y ocho fotogramas donde aparece su hermano Emil el 20 de agosto ese mismo año.
Tres años más tarde, y con pocos recursos, Max desarrolló el Bioscope, un aparato que permitía reproducir imágenes en movimiento gracias a dos tambores de película de 54 mm, dos lentes y una linterna mágica para poder proyectarlas. De esta manera, consiguió reproducir imágenes a dieciséis fotrogramas por segundo.
Julius Baron y Franz Dorn, directores del teatro Wintergarten de Berlín, vieron el Bioscope en una pequeña demostración realizada en le barrio de Pankow y decidieron contactar con Max Skladanowsky para que organizase una proyección pública dentro del espectáculo de variedades de su teatro. Finalmente, el 1 de noviembre de 1895, Max Skladanowsky realizó su primera proyección pública de imágenes en movimiento como forma de espectáculo, casi dos meses antes de la famosa proyección de los hermanos Lumière en el Salón del Gran Café de París el 28 de diciembre de ese mismo año.
La proyección se llevaba a cabo desde detrás de la pantalla, que se mojaba para mejorar la transparencia. Las películas de Skladanowsky que se proyectaban duraban unos seis segundos y se repetían numerosas veces. El espectáculo estaba acompañado de música en directo y tuvo bastante éxito en aquel momento.
Las películas de los hermanos eran de temática muy variada. El programa mostraba, a modo de ejemplo, un baile, un combate de boxeo entre un hombre y un canguro, un malabarista y una lucha grecorromana, entre otros. 
Después de un mes de sesiones de proyección en el Wintergarten de Berlín, los hermanos Skladanowsky fueron contratados para realizar su espectáculo en París, pero no pudieron llegar a ponerlo en práctica porque el contrato fue cancelado después de que los Lumière realizasen su proyección.
Después de esto, el Bioscope no tuvo demasiado futuro. Los hermanos recorrieron algunas ciudades del norte de Europa realizando proyecciones pero no tuvieron mucho éxito debido a las limitaciones del aparato y a la fuerte competencia que tenía en la época, ya que comenzaron a aflorar varios autores en el cine primitivo.
A pesar de esto, Max Skladanowsky fundó una productora de películas donde él ejercía el cargo de director y de actor, aunque su producción fue irregular y poco destacable. También continuó vendiendo aparatos y realizando otros inventos.

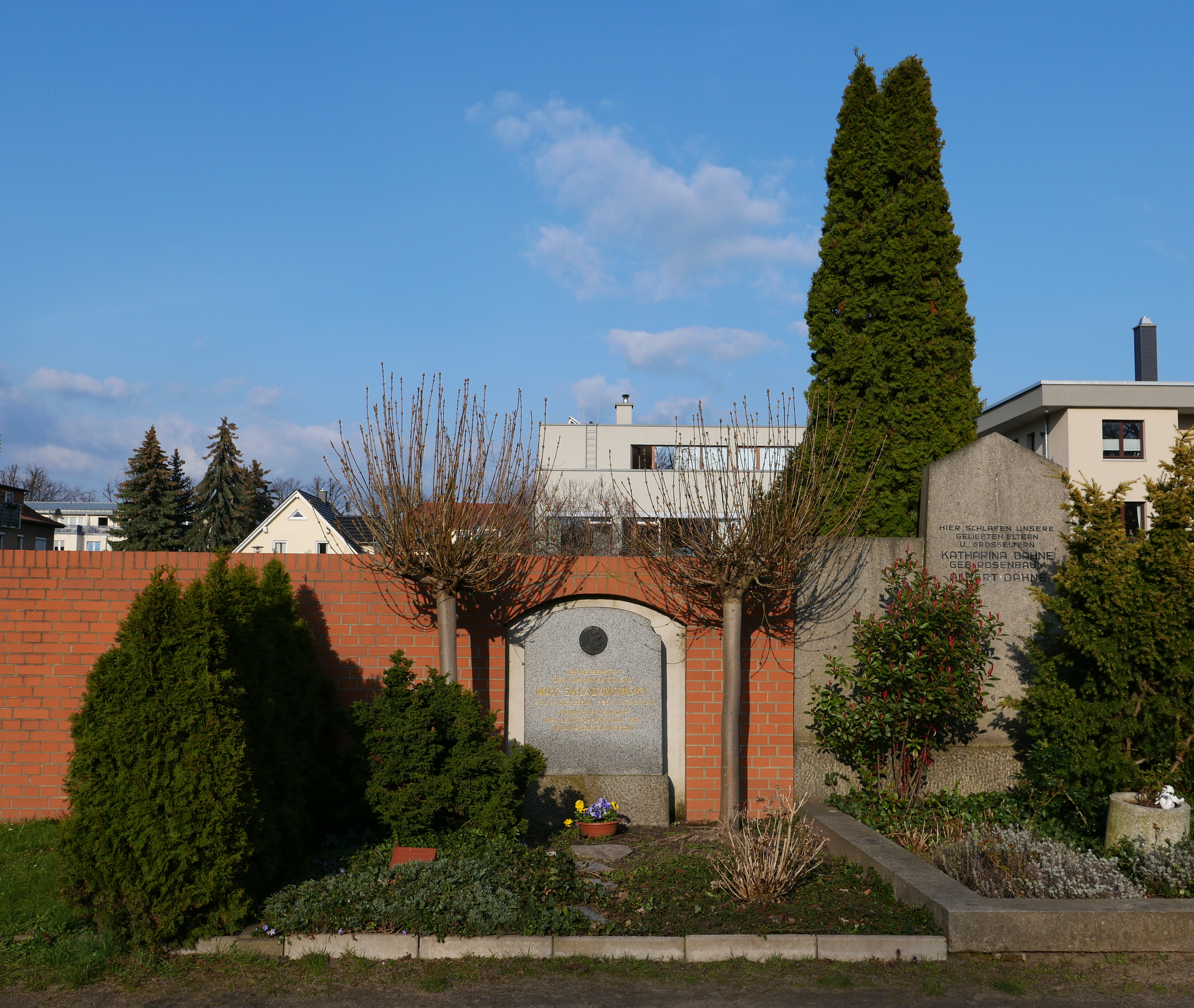
Tumba de honor de Skladanowsky en Berlín-Niederschönhausen.

Max Skladanowsky se casó dos veces. El primer matrimonio con Else Ranzen se vio truncado por la muerte de la mujer un añi después. En 1896, se casó con Gertrud Anna Pauline Marx, con quien tuvo cuatro hijos.

## Legado
Entre los años 1895 y 1905, los hermanos Skladanowsky dirigieron entre 25 y 30 cortometrajes. En 1995, el cineasta alemán Wim Wenders dirigió Die Gebrüder Skladanowsky, una película documental en la que el actor Udo Kier da vida a Max Skladanowsky. 